# Juanjo Giménez

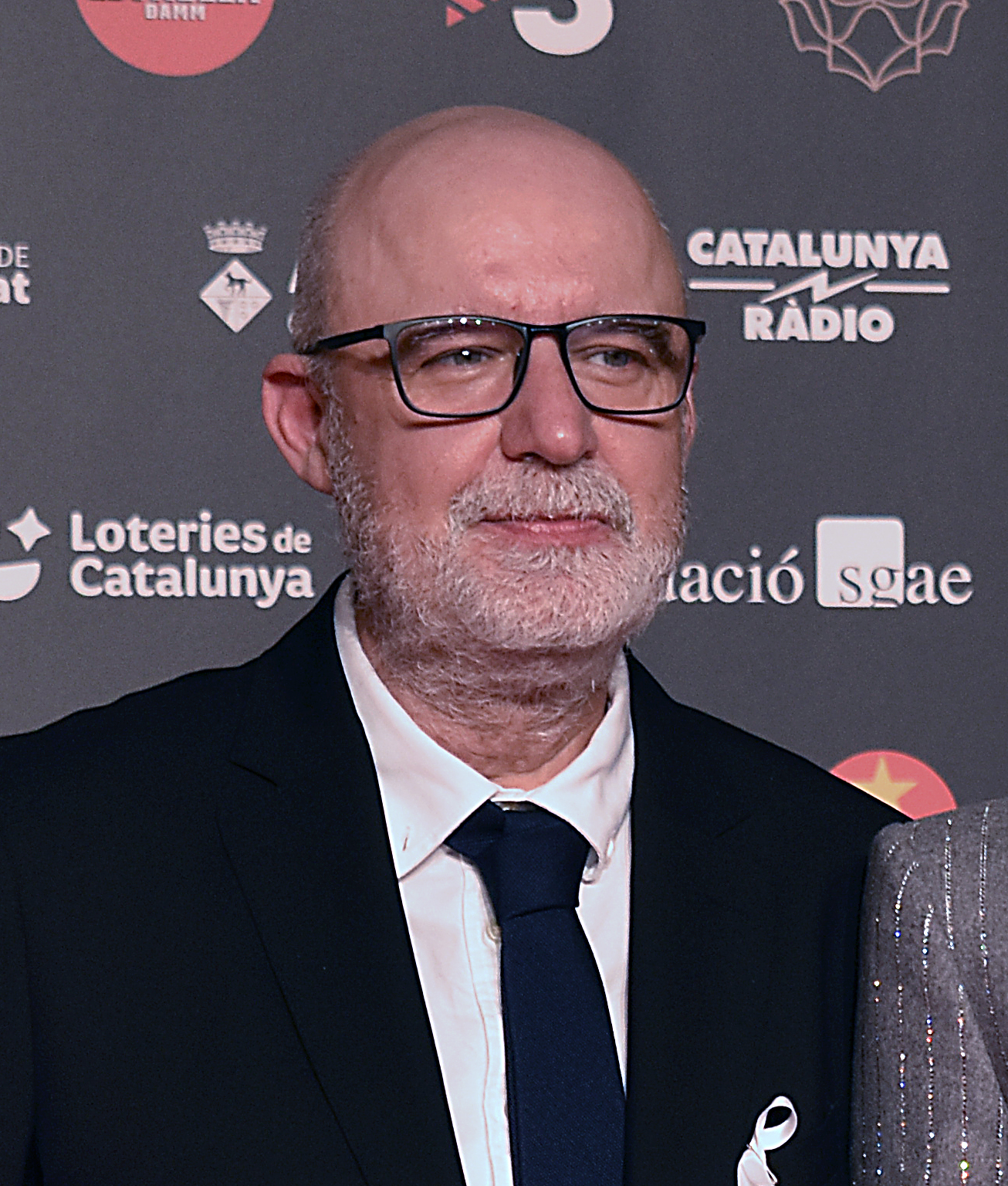
Juanjo Giménez, 2022

Juanjo Giménez Peña (* 18. April 1963 in Barcelona) ist ein spanischer Regisseur und Filmproduzent, der sich auf Kurzfilme spezialisiert hat. Im Jahr 2016 gewann er mit seinem Film Timecode die Goldene Palme für den Besten Kurzfilm bei den 69. Internationalen Filmfestspielen von Cannes 2016. Der Film wurde auch als Bester Kurzfilm bei der Oscarverleihung 2017 nominiert. Timecode wurde als Studienprojekt an der Filmhochschule in Reus produziert.

## Leben
Juanjo Giménez wurde in Barcelona geboren und lebt heute noch dort. Zwischen 1991 und 1994 studierte er an der C.E.C.C. 1994 drehte er seinen ersten Kurzfilm „Time to Close“. Er war auch Mitbegründer des Produktionsfirma Salto de Eje im selben Jahr. Sein zweiter Kurzfilm, „Especial con luz“ aus dem Jahr 1995, wurde auf mehreren Festivals aufgeführt und Radiotelevisión Española erwarb die Rechte am Film. 1996 führte Juanjo Giménez Regie bei „Ella esta enfadada“. Mit „Libre Indirecto“ aus dem Jahr 1997, ebenfalls ein Kurzfilm, gewann Giménez den Canal + -Preis beim Montpellier Festival (1997), den Preis für den „besten Kurzfilm“ beim Festival in Carabanchel und Nürnberg Festival (1998). Den Preis für das beste Drehbuch erhielt er beim Girona Film Festival (1998). Tilt (2003) war sein Debüt im Bereich Spielfilme. Der Film wurde unter anderem in Girona und Toronto auf Filmfestivals gespielt. Er drehte einige weitere Kurzfilme, darunter Rodilla (2009), Nitbus (2007), Maximum Penalty (2005) und Indirect Free Kick (1997), die alle auf nationalen und internationalen Festivals ausgezeichnet wurden. Außerdem führte er bei Dodge and Hit 2010 neben Adan Aliaga Co-Regie. Giménez ist der Gründer der Produktionsfirma Nadir Films.

## Filmografie
- 1995: Especial
- 1995: Ella está enfadada (Kurzfilm) (als Juanjo Giménez)
- 1997: Indirect Free-Kick (Kurzfilm)
- 2001: Tilt (als Juanjo Giménez)
- 2005: Máxima pena (Kurzfilm)
- 2007: Nitbus (Kurzfilm) (als Juan José Giménez)
- 2009: Rodilla: Cromos para ajustar cuentas con la infancia (Kurzfilm)
- 2010: Esquivar y pegar (Dokumentation)
- 2012: Alfred (Produzent)
- 2012: Enxaneta (Produzent)
- 2012: Los increíbles (Produzent)
- 2014: El Arca de Noé (Produzent)
- 2016: Timecode (Kurzfilm)